# Ваньянь Юнцзи
Ваньянь Юнцзи (спрощ.: 完颜永济; кит. трад.: 完顏永濟; піньїнь: Wányán Yǒngjì; 1168 — 11 вересня 1213) — сьомий імператор династії Цзінь.

## Життєпис

### Молоді роки
Походив з роду Ваньянь. Був сьомим сином імператора Шицзуна. Його мати була наложницею пані Лі (після сходження на трон Вейшао-ван отримала титул імператриці Гуансянь). При народжені отримав китайське ім'я Юнцзи, але чжучженське ім'я, яке традиційно також давалося, невідоме.
У 1171 році отримав титул вана (князя) Сюе. Втім протягом правління Чжанцзуна титул Йонцзі змінився на вана Суй (1177 року), згодом вана Лу (1187), вана Хей (1188 року).
Після сходження 1189 року на трон свого небожа Чжанцзуна змінив ім'я на Йонцзі. У 1191 році отримав титул Вей. З останнім титулом він і став відомий. 1208 році після смерті Чжанцзуна Вей-ван стає новим володарем держави Цзінь.

### Володарювання
У перші роки імператор намагався дотримуватися політика попередника: сприяв поширенню серед чжурчженів китайської культури, у зовнішніх відносин дотримувався миру із сусідами.
У 1210 році стикнувся із заворушеннями серед кочовиків: монголи, що обрали на курултаї Чингісхана, відмовилися в подальшому визнавати владу Цзінь. Того ж року монголи атакували державу Західна Ся, що було союзником Цзінь, але імператор Вейшао-ван відмовився надати останній допомогу. У результаті Сі Ся зазнало поразки.
У 1211 володіння Цзінь зазнали нападу з боку Чингісхан та його військовика Джебе-нойона. Доволі швидко цзіньці втратили міста на північному заході імперії. Втім спроба 1211 року монголами захопити центральну столицю — Чжунду, виявилася невдалою. Наприкінці року в Маньчжурії повстали кидані на чолі із Елюй Люке. Останній захопив Ляодун і 1212 році перейшов на бік Чингісхана. Очільник монголів захопив цзіньську Західну столицю (Датун). Деморалізовані цзіньські війська відступили на південь. Невдовзі після цього об'єднали сили монголів та киданів завдали нищівної поразки війська Цзінь у битві при Дічжіцьао'ер.
На початку 1213 року монголи оточили Яньцзін, заволоділи багатьма землями в Хебеї, Шаньсі, Шаньдуні. Влітку цього Вейшао-ван надав Чингісхану в дружини цзіньську царівну і багаті подарунки, завдяки цьому вороги зняли облогу з Яньцзіну. З огляду на державну нездарність імператора при дворі зросло невдоволення. Начальник залогу Західного столиці Хешіле Хушаху, який кинув місто напризволяще, організував змову. У вересні 1213 року Вейшао-вана було вбито, а на трон зведено Удабу під іменем Сюаньцзун. Останній під тиском почту позбавив загиблого імператора титулу й тронного ім'ям, низвівши до титулу Дунхай-юнь-хоу. У 1216 році повернуто титул Вейшао-ван.

## Девізи правління
- Даань (大安) 1209—1211
- Чунцін (崇慶) 1212—1213
- Чжінін (至寧) 1213